# Autaretia osellai
Autaretia osellai är en mångfotingart som beskrevs av Pius Strasser 1979. Autaretia osellai ingår i släktet Autaretia och familjen knöldubbelfotingar. Inga underarter finns listade i Catalogue of Life.